# Klimafængslet
Klimafængslet var den populære betegnelse for politiets midlertidige Modtagecenter for frihedsberøvede, der var indrettet i en hal på Retortvej i Valby i anledning af FN's klimakonference 2009, der blev afholdt i København.
Fængslet havde plads til 346 anholdte fordelt i 37 bure. De fleste bure var på 11 m², udstyret med tre bænke og havde plads til 10 personer. Fængslets beliggenhed blev holdt hemmelig gennem flere måneder, men to uger før klimatopmødet blev den opdaget af aktivister.
I løbet af klimatopmødet blev i alt 1915 personer anholdt, hvoraf 1898 blev anbragt på faciliteterne på Retortvej. Langt hovedparten af anholdelserne var præventive anholdelser.